# Episodi di Bonanza (ottava stagione)
L'ottava stagione della serie televisiva Bonanza è andata in onda negli Stati Uniti dall'11 settembre 1966 al 14 maggio 1967 sulla NBC.
| nº | Titolo originale                  | Prima TV USA      | Titolo italiano | Prima TV Italia |
| -- | --------------------------------- | ----------------- | --------------- | --------------- |
| 1  | Something Hurt, Something Wild    | 11 settembre 1966 |                 |                 |
| 2  | Horse of a Different Hue          | 18 settembre 1966 |                 |                 |
| 3  | A Time to Step Down               | 25 settembre 1966 |                 |                 |
| 4  | The Pursued (1)                   | 2 ottobre 1966    |                 |                 |
| 5  | The Pursued (2)                   | 9 ottobre 1966    |                 |                 |
| 6  | To Bloom for Thee                 | 16 ottobre 1966   |                 |                 |
| 7  | Credit for a Kill                 | 23 ottobre 1966   |                 |                 |
| 8  | Four Sisters from Boston          | 30 ottobre 1966   |                 |                 |
| 9  | Old Charlie                       | 6 novembre 1966   |                 |                 |
| 10 | Ballad of the Ponderosa           | 13 novembre 1966  |                 |                 |
| 11 | The Oath                          | 20 novembre 1966  |                 |                 |
| 12 | A Real Nice, Friendly Little Town | 27 novembre 1966  |                 |                 |
| 13 | The Bridegroom                    | 4 dicembre 1966   |                 |                 |
| 14 | Tommy                             | 18 dicembre 1966  |                 |                 |
| 15 | A Christmas Story                 | 25 dicembre 1966  |                 |                 |
| 16 | Ponderosa Explosion               | 1º gennaio 1967   |                 |                 |
| 17 | Justice                           | 8 gennaio 1967    |                 |                 |
| 18 | A Bride for Buford                | 15 gennaio 1967   |                 |                 |
| 19 | Black Friday                      | 22 gennaio 1967   |                 |                 |
| 20 | The Unseen Wound                  | 29 gennaio 1967   |                 |                 |
| 21 | Journey to Terror                 | 5 febbraio 1967   |                 |                 |
| 22 | Amigo                             | 12 febbraio 1967  |                 |                 |
| 23 | A Woman in the House              | 19 febbraio 1967  |                 |                 |
| 24 | Judgement at Red Creek            | 26 febbraio 1967  |                 |                 |
| 25 | Joe Cartwright, Detective         | 5 marzo 1967      |                 |                 |
| 26 | Dark Enough to See the Stars      | 12 marzo 1967     |                 |                 |
| 27 | The Deed and the Dilemma          | 26 marzo 1967     |                 |                 |
| 28 | The Prince                        | 2 aprile 1967     |                 |                 |
| 29 | A Man Without Land                | 9 aprile 1967     |                 |                 |
| 30 | Napoleon's Children               | 16 aprile 1967    |                 |                 |
| 31 | The Wormwood Cup                  | 23 aprile 1967    |                 |                 |
| 32 | Clarissa                          | 30 aprile 1967    |                 |                 |
| 33 | Maestro Hoss                      | 7 maggio 1967     |                 |                 |
| 34 | The Greedy Ones                   | 14 maggio 1967    |                 |                 |

## Something Hurt, Something Wild
- Prima televisiva: 11 settembre 1966
- Diretto da: William Witney
- Scritto da: William R. Cox

### Trama
- Guest star: Lyle Bettger (Jed Ferguson), Ron Foster (Stark), Bruno VeSota (barista), David Pritchard (Brett), Erik Holland (Cleve Ferguson), Lynn Loring (Laurie Ferguson), Bruce McFarlane (commesso)

## Horse of a Different Hue
- Prima televisiva: 18 settembre 1966
- Diretto da: William Witney
- Scritto da: William R. Cox

### Trama
- Guest star: Skip Homeier (Jack Geller), Johnny Silver (Snowden), Kenneth R. MacDonald (sceriffo), Steven Marlo (MacKaye), Charlie Ruggles (colonnello Fairchild), Julie Parrish (Patty Lou Fairchild), Joe Haworth (O'Leary), Chuck Roberson (Larcher)

## A Time to Step Down
- Prima televisiva: 25 settembre 1966
- Diretto da: Paul Henreid
- Scritto da: Frank Chase

### Trama
- Guest star: Sherwood Price (Sand), Audrey Totter (Beth Riley), Bruno VeSota (barista), Ed Begley (Dan Tolliver), Don 'Red' Barry (Temple), Renny McEvoy (Flint)

## The Pursued (1)
- Prima televisiva: 2 ottobre 1966
- Diretto da: William Witney
- Scritto da: Marc Michaels, Thomas Thompson

### Trama
- Guest star: Bill Clark (Dave), Hal Burton (cittadino), Nelson Leigh (dottor Bingham), Dina Merrill (Susannah Clauson), Lois Nettleton (Elizabeth Ann Clauson), Byron Morrow (reverendo Blaisdale), Donald Elson (Mr. Lang), Booth Colman (reverendo Parley), Dee Carroll (Mrs. Blaisdale), Robert Brubaker (Menken), Vincent Beck (Grant Carbo), Jean Inness (Mrs. Lang), Clay Tanner (Tex), Eric Fleming (Heber Clauson)

## The Pursued (2)
- Prima televisiva: 9 ottobre 1966
- Diretto da: William Witney
- Scritto da: Thomas Thompson, Marc Michaels

### Trama
- Guest star: Clay Tanner (Tex), Jean Inness (Mrs. Lang), Eric Fleming (Heber Clauson), Bill Clark (Dave), Lois Nettleton (Elizabeth Ann Clauson), Byron Morrow (reverendo Blaisdale), Donald Elson (Mr. Lang), Dina Merrill (Susannah Clauson), Booth Colman (reverendo Parley), Dee Carroll (Mrs. Blaisdale), Robert Brubaker (Menken), Vincent Beck (Grant Carbo), Nelson Leigh (dottor Bingham)

## To Bloom for Thee
- Prima televisiva: 16 ottobre 1966
- Diretto da: Sutton Roley
- Scritto da: June Randolph

### Trama
- Guest star: Robert Williams (impiegato dell'hotel), Paul Micale (barbiere), Clint Sharp (conducente della diligenza), Geraldine Brooks (Carol Attley), Don Haggerty (Demers), Phil Chambers (negoziante)

## Credit for a Kill
- Prima televisiva: 23 ottobre 1966
- Diretto da: William F. Claxton
- Scritto da: Frederick Louis Fox

### Trama
- Guest star: Luana Patten (Lorna), Charles Maxwell (Virgil Jordan), Don Collier (sceriffo Fenton), Regina Gleason (Martha Tanner), Troy Melton (Walt Jordan), John J. Fox (barista), Ted Markland (Boone Jordan), Dean Harens (Morgan Tanner), Edward Faulkner (Casey)

## Four Sisters from Boston
- Prima televisiva: 30 ottobre 1966
- Diretto da: Alan Crosland, Jr.
- Scritto da: John M. Chester

### Trama
- Guest star: Lyn Edgington (Gabrielle Lowell), Quintin Sondergaard (Crocker), Madeline Mack (Lorraine Lowell), Bill Clark (delinquente), Rand Brooks (cowboy), Raymond Guth (Toothless), Morgan Woodward (Catlin), Vera Miles (Sarah Lowell), Owen Bush (Billings), Melinda Plowman (Heather Lowell)

## Old Charlie
- Prima televisiva: 6 novembre 1966
- Diretto da: William F. Claxton
- Scritto da: Wanda Duncan, Bob Duncan

### Trama
- Guest star: Bill Fletcher (Sam), Jeanette Nolan (Annie), Bruno VeSota (barista), Dick Winslow (Heckler), Hal Baylor (Jack Barker), Tim McIntire (Billy Barker/George Barker), John McIntire (vecchio Charlie)

## Ballad of the Ponderosa
- Prima televisiva: 13 novembre 1966
- Diretto da: William F. Claxton
- Scritto da: Michael Landon, Hendrik Vollaerts

### Trama
- Guest star: Will J. White (Hank), Robert Foulk (sceriffo), Randy Boone (Colter Preston), Robert Williams (Simpson), John Archer (Dave Sinclair), Charles Irving (giudice Borman), Lane Bradford (Charlie), Ann Doran (Lisa Stanley), Roger Davis (Harold Stanley)

## The Oath
- Prima televisiva: 20 novembre 1966
- Diretto da: William F. Claxton
- Scritto da: Sidney Ellis

### Trama
- Guest star: Douglas Kennedy (Big Charlie Monahan), Rusty Lane (Fielding), Tony Bill (Charlie Two), Dal McKennon (Jenkins), Ben Gage (sceriffo Calvin), Howard Wright (Sam)

## A Real Nice, Friendly Little Town
- Prima televisiva: 27 novembre 1966
- Diretto da: Herman Hoffman
- Scritto da: Herman Hoffman

### Trama
- Guest star: Mark Slade (Judd Reichmann), Clegg Hoyt (sceriffo), Louise Latham (Willie Mae Reichmann), Billy M. Greene (Freddie), Burt Mustin (vecchio), Bobby Byles (Skinny), Herb Vigran (giocatore di carte), Robert Doyle (Jeb Reichmann), Robert Foulk (vice sceriffo), Vaughn Taylor (C. R. Lively)

## The Bridegroom
- Prima televisiva: 4 dicembre 1966
- Diretto da: William F. Claxton
- Scritto da: Walter Black

### Trama
- Guest star: Joanne Linville (Maggie Dowling), Ron Hayes (Jarrod Wilson), Jeff Corey (Tuck Dowling)

## Tommy
- Prima televisiva: 18 dicembre 1966
- Diretto da: William Witney
- Scritto da: Mort Thaw, Mary Terri Taylor

### Trama
- Guest star: Frank Puglia (padre Nicholas), Jorge Moreno (cameriere), Janet De Gore (Allie Miller), Grandon Rhodes (dottore), Teddy Quinn (Tommy), Michael Witney (Jess Miller), Rodolfo Hoyos, Jr. (capo della polizia)

## A Christmas Story
- Prima televisiva: 25 dicembre 1966
- Diretto da: Gerd Oswald
- Scritto da: Thomas Thompson

### Trama
- Guest star: Wayne Newton (Andy Walker), Dabbs Greer (Sam), Dean Michaels (Mike), Mary Wickes (Hattie), Jack Oakie (Thaddeus Cade)

## Ponderosa Explosion
- Prima televisiva: 1º gennaio 1967
- Diretto da: William F. Claxton
- Scritto da: Alex Sharp

### Trama
- Guest star: Phil Chambers (negoziante), Chick Chandler (Nate Swenson), Chubby Johnson (Clyde), Dub Taylor (Barlow)

## Justice
- Prima televisiva: 8 gennaio 1967
- Diretto da: Lewis Allen
- Scritto da: Richard Wendley

### Trama
- Guest star: Lurene Tuttle (Mrs. Cutler), Shirley Bonne (Sally Cutler), Anthony Costello (Cliff), Roy Roberts (Bristol), Beau Bridges (Horace)

## A Bride for Buford
- Prima televisiva: 15 gennaio 1967
- Diretto da: William F. Claxton
- Scritto da: Robert V. Barron

### Trama
- Guest star: Lola Albright (Dolly Bantree), Robert Williams (Searcy), Jack Elam (Buford Buckelew), Paul Brinegar (Reverendo)

## Black Friday
- Prima televisiva: 22 gennaio 1967
- Diretto da: William F. Claxton
- Scritto da: John Hawkins, Herbert Kastle

### Trama
- Guest star: Nelson Leigh (dottor Geis), Ford Rainey (giudice Willitt), James Davidson (Cole Berry), Robert Christopher (commesso), Robert Phillips (Ned Jakes), John Saxon (Steven Friday), Robert McQueeney (Enos Lowe), Willard Sage (sceriffo), Ken Drake (Charlie)

## The Unseen Wound
- Prima televisiva: 29 gennaio 1967
- Diretto da: Gerd Oswald
- Scritto da: Frank Chase

### Trama
- Guest star: Cal Bartlett (Garrett), Nancy Malone (Catherine Rowan), Douglas Henderson (Doc Evans), Jack Lambert (Landers), Percy Helton (Bleeker), Bill Fletcher (Tollar), Leslie Nielsen (sceriffo Paul Rowan), Frankie Kabott (Timmy Rowan)

## Journey to Terror
- Prima televisiva: 5 febbraio 1967
- Diretto da: Lewis Allen
- Scritto da: Joel Murcott

### Trama
- Guest star: Richard Hale (Neal Hollister), Jason Evers (Tom Blackwell), Kerry MacLane (Benjie Blackwell), Kevin Hagen (sceriffo King), John Ericson (Wade Hollister), C. Lindsay Workman (Doc Jensen), Elizabeth Rogers (Ellie Sue Blackwell), Lory Patrick (Rita)

## Amigo
- Prima televisiva: 12 febbraio 1967
- Diretto da: William F. Claxton
- Scritto da: Jack Turley, John Hawkins

### Trama
- Guest star: Warren J. Kemmerling (Hartley), Anna Navarro (Consuelo), Henry Darrow (Amigo), Robert J. Stevenson (Benton), Gregory Walcott (capitano Fenner), Troy Melton (Carson), Tim Herbert (Mosquito), Grandon Rhodes (dottor Martin)

## A Woman in the House
- Prima televisiva: 19 febbraio 1967
- Diretto da: Gerd Oswald
- Scritto da: Joel Murcott

### Trama
- Guest star: Raymond Guth (Goliath), Diane Baker (Mary Wharton), Paul Richards (Russ Wharton), Robert Brubaker (Lassiter), Dennis Cross (Monk)

## Judgement at Red Creek
- Prima televisiva: 26 febbraio 1967
- Diretto da: William F. Claxton
- Scritto da: Robert Sabaroff

### Trama
- Guest star: John Rayner (sceriffo Morgan), Bartlett Robinson (Willow), Harry Carey, Jr. (Mapes), Martin West (Johnny Hill), John Ireland (Will Rimbau), James Sikking (Jack Rimbau)

## Joe Cartwright, Detective
- Prima televisiva: 5 marzo 1967
- Diretto da: William F. Claxton
- Scritto da: Michael Landon

### Trama
- Guest star: Ed Prentiss (Tom Barnes), Herb Vigran (Charlie), Ken Lynch (George Simms), Robert Williams (commesso), Mort Mills (Harry Perkins), Bill Clark (stuntman)

## Dark Enough to See the Stars
- Prima televisiva: 12 marzo 1967
- Diretto da: Donald R. Daves
- Scritto da: Kelly Colvin

### Trama
- Guest star: Willard Sage (Marshal Sam Denton), Richard Eastham (Tom Yardley), Linda Foster (Jennifer Yardley), Rita Lynn (Angel), Baynes Barron (Marshal), Steven Marlo (Barclay)

## The Deed and the Dilemma
- Prima televisiva: 26 marzo 1967
- Diretto da: William F. Claxton
- Scritto da: William F. Leicester

### Trama
- Guest star: Chris Alcaide (Blake), Brioni Farrell (Regina Rossi), Donald Woods (Gurney), Michael Stefani (Lorenzo Rossi), Penny Santon (Maria Rossi), Robert F. Lyons (Sandy), Jack Kruschen (Georgio Rossi)

## The Prince
- Prima televisiva: 2 aprile 1967
- Diretto da: William F. Claxton
- Scritto da: John Hawkins

### Trama
- Guest star: Adam Williams (Hardesty), Jerry Summers (Slim Rivers), Bill Hickman (Ketch), Claire Griswold (contessa Elena), Gil Perkins (Porter), Clyde Howdy (sergente Ball), Noah Keen (Dixon), Warren Stevens (conte Alexis), Lloyd Bochner (Andy Peters/Prince Vladimir Pavalitch Presnov)

## A Man Without Land
- Prima televisiva: 9 aprile 1967
- Diretto da: Donald R. Daves
- Scritto da: Steve McNeil

### Trama
- Guest star: Royal Dano (Matt Jeffers), Russ Conway (Jeremy Grant), Grandon Rhodes (dottor Martin), Joan Marshall (Millie Perkins), Tol Avery (medico legale), Jeremy Slate (Ed Phillips), William Fawcett (Jake Johnston), James Gammon (Harry Jeffers), Bruno VeSota (Bruno)

## Napoleon's Children
- Prima televisiva: 16 aprile 1967
- Diretto da: Christian Nyby
- Scritto da: Judith Barrows, Robert Guy Barrows

### Trama
- Guest star: Bill Clark (membro della banda), Kevin O'Neal (Reb), Jesse Wayne (membro della banda), Martha Manor (cittadina), Ken Del Conte (Sampson), Robert Biheller (Ted), Woodrow Parfrey (professore), Phyllis Hill (Grace), Eugène Martin (J. W.), Michael Burns (Donny)

## The Wormwood Cup
- Prima televisiva: 23 aprile 1967
- Diretto da: William F. Claxton
- Scritto da: Michael Landon, Joy Dexter

### Trama
- Guest star: Judi Meredith (Linda Roberts), Quintin Sondergaard (Luke), Bruno VeSota (barista), Walter Kray (Caleb), Myron Healey (Sam), Will J. White (Flores), Robert Williams (commesso), Henry Wills (cowboy con fucile), Frank Overton (Amos Crenshaw)

## Clarissa
- Prima televisiva: 30 aprile 1967
- Diretto da: Lewis Allen
- Scritto da: Chester Krumholz

### Trama
- Guest star: Ken Mayer (Jim North), Norman Leavitt (addetto al telegrafo), Roy Roberts (George Bristol), Robert Foulk (Peterson), Louise Lorimer (Mrs. Peterson), Nina Foch (Clarissa)

## Maestro Hoss
- Prima televisiva: 7 maggio 1967
- Diretto da: William F. Claxton
- Scritto da: U. S. Anderson

### Trama
- Guest star: Del Moore (Hank), Doodles Weaver (Barney), Kathleen Freeman (Miss Hibbs), Zsa Zsa Gábor (Madama Marova), Ray Teal (sceriffo Roy Coffee)

## The Greedy Ones
- Prima televisiva: 14 maggio 1967
- Diretto da: Donald R. Daves
- Scritto da: James Amesbury

### Trama
- Guest star: Robert Anderson (Fallon), Lincoln Demyan (Slade), Grandon Rhodes (dottore), William Bakewell (Henshaw), Lane Bradford (Pike), George Chandler (Gus Schultz), Phil Chambers (Wesley), Robert Middleton (Shasta)